# Jair Rosenblum

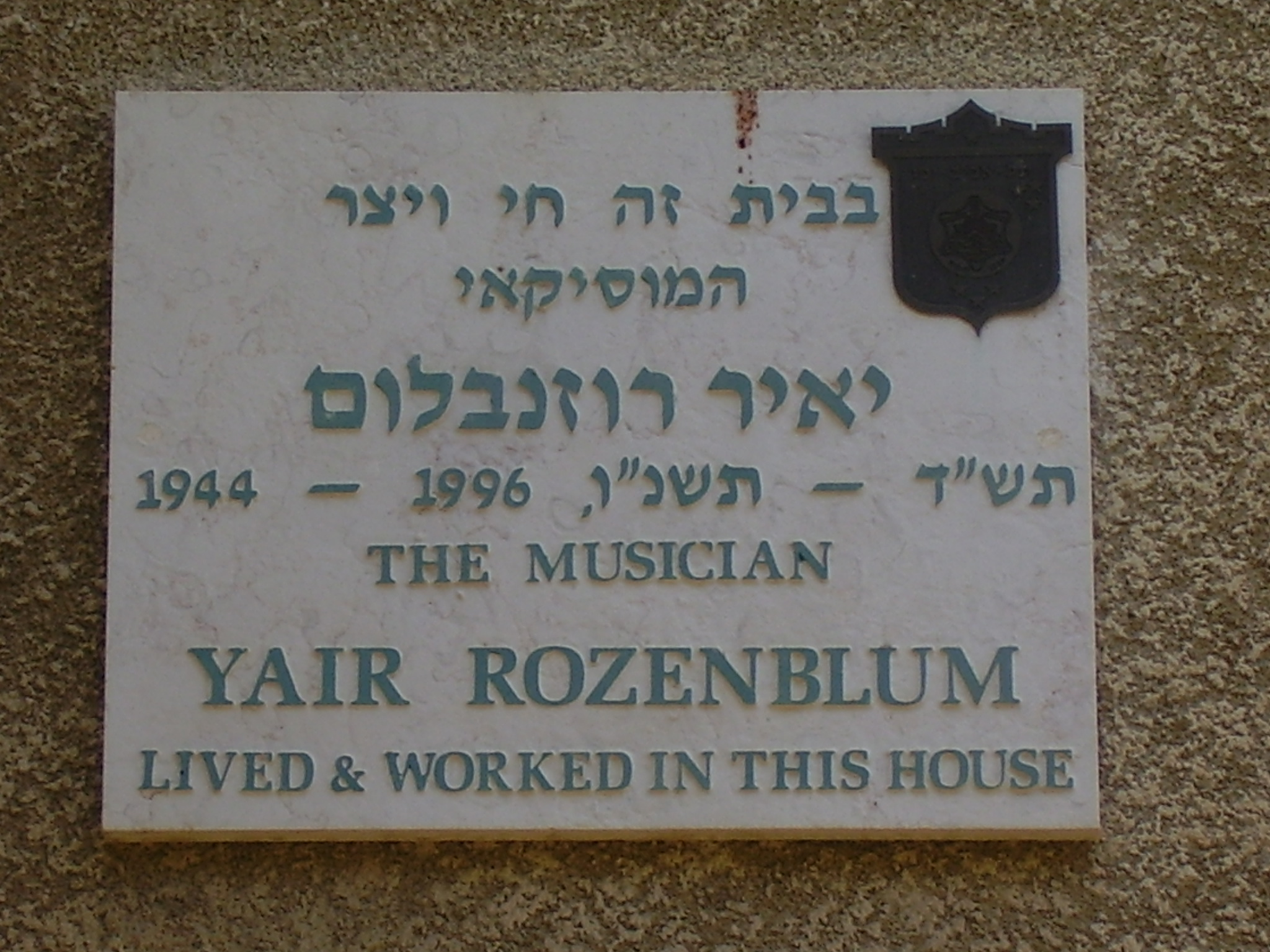
Gedenktafel für Rosenblum in Tel Aviv

Jair Rosenblum (hebräisch יאיר רוזנבלום; * 6. Januar 1944 in Tel Aviv; † 27. August 1996 in Holon) war ein israelischer Komponist. 

## Leben
Rosenblum wurde in Tel Aviv geboren. Seinen Militärdienst in der israelischen Armee (IDF) versah er als Akkordeonist in der Nachal-Truppe. Er war in den 1960er und 1970er Jahren musikalischer Direktor des Chors der IDF.
Rosenblum komponierte Lieder für die Musikensembles des Heeres und der Marine der IDF, die er auch dirigierte; insbesondere war er bekannt für das Lied Shir LaShalom (hebräisch שיר לשלום, dt. ‚Ein Lied für den Frieden‘) (1970). Er komponierte auch Musik für Film und Fernsehen und arbeitete zusammen mit einer Reihe von Bands und Choralgruppen. Er leitete ebenso die jährlichen israelischen Musikfestivals. Er schrieb in seinem künstlerischen Leben mehr als 1000 Lieder, darunter Giv'at HaTahmoshet (hebräisch גבעת התחמושת; deutsch ‚Schlacht am Munitionshügel‘), Shalva (hebräisch שלווה; deutsch ‚Friedfertigkeit‘) und Ma Avarech (hebräisch מה אברך; deutsch ‚Womit werde ich ihn segnen‘).
Er verstarb im Alter von 52 Jahren nach zweijähriger Krankheit.
Nach seinem Tod nahm Rosenblums Tochter Karen an seiner Stelle einen Preis für sein Lebenswerk des Verbandes der Komponisten und Verleger (ACUM) entgegen.
2005 wählten die Leser der israelischen Nachrichten-Website Ynet Rosenblum bei der Wahl der 200 größten Israelis auf den 159. Platz.

## Rezeption
Eine israelische Briefmarke aus dem Jahre 2009 ist Rosenblum gewidmet.